# Szent Ilona zászlaja
Szent Ilona zászlaja a brit Kék Lobogó, melyet az 1984. január 30-án adományozott címerpajzzsal díszítettek. Oldalainak aránya: 1 : 2. A zászló eredeti változatát 1834 óta használják, de a címer többször kisebb változásokon esett át. A jelenlegi zászlót 1999-ben vonták fel először.